# Clavier (Belgio)
Clavier (in vallone Clavir) è un comune belga di 4 211 abitanti, situato nella provincia vallona di Liegi.